# Anne Lambton
Lady Anne Mary Gabrielle Lambton (* 4. Juli 1954 in London) ist eine englische Filmschauspielerin.
Lambton wurde 1954 als zweite Tochter von Antony Lambton und seiner Frau Bindy, geborene Blew-Jones in London geboren. Eine ihrer ersten Rollen war als Linda in Sid und Nancy aus dem Jahr 1986 und dann 1990 als Hexe in dem Film Hexen hexen. Die Britin hat noch zwei weitere Geschwister, Lucinda und Edward.

## Filmografie (Auswahl)
- 1985: Oscar (Fernsehserie)
- 1986: Sid und Nancy (Sid and Nancy)
- 1986: Half Moon Street
- 1987: Screen Two (Fernsehserie)
- 1990: Hexen hexen (The Witches)
- 1991: The House of Eliott (Fernsehserie, 3 Folgen)
- 1992: Wiedersehen in Howards End (Howards End)
- 1994: Giorgino
- 1997–1998: Ein Pastor startet durch (Soul Man, Fernsehserie, 9 Folgen)
- 2004: The Third Identity – Im Bann der Macht (A Different Loyality)
- 2006: Rosemary & Thyme (Fernsehserie)
- 2008: Edge of Love – Was von der Liebe bleibt (Edge of Love)
- 2008: Inspector Barnaby (Fernsehserie)
- 2011: Die Borgias – Sex. Macht. Mord. Amen. (The Borgias, Fernsehserie, 2 Folgen)
- 2013: Flat Lake
- 2015: The Price of Desire
- 2017: The Crown (Fernsehserie)